# Hippeastrum psittacinum

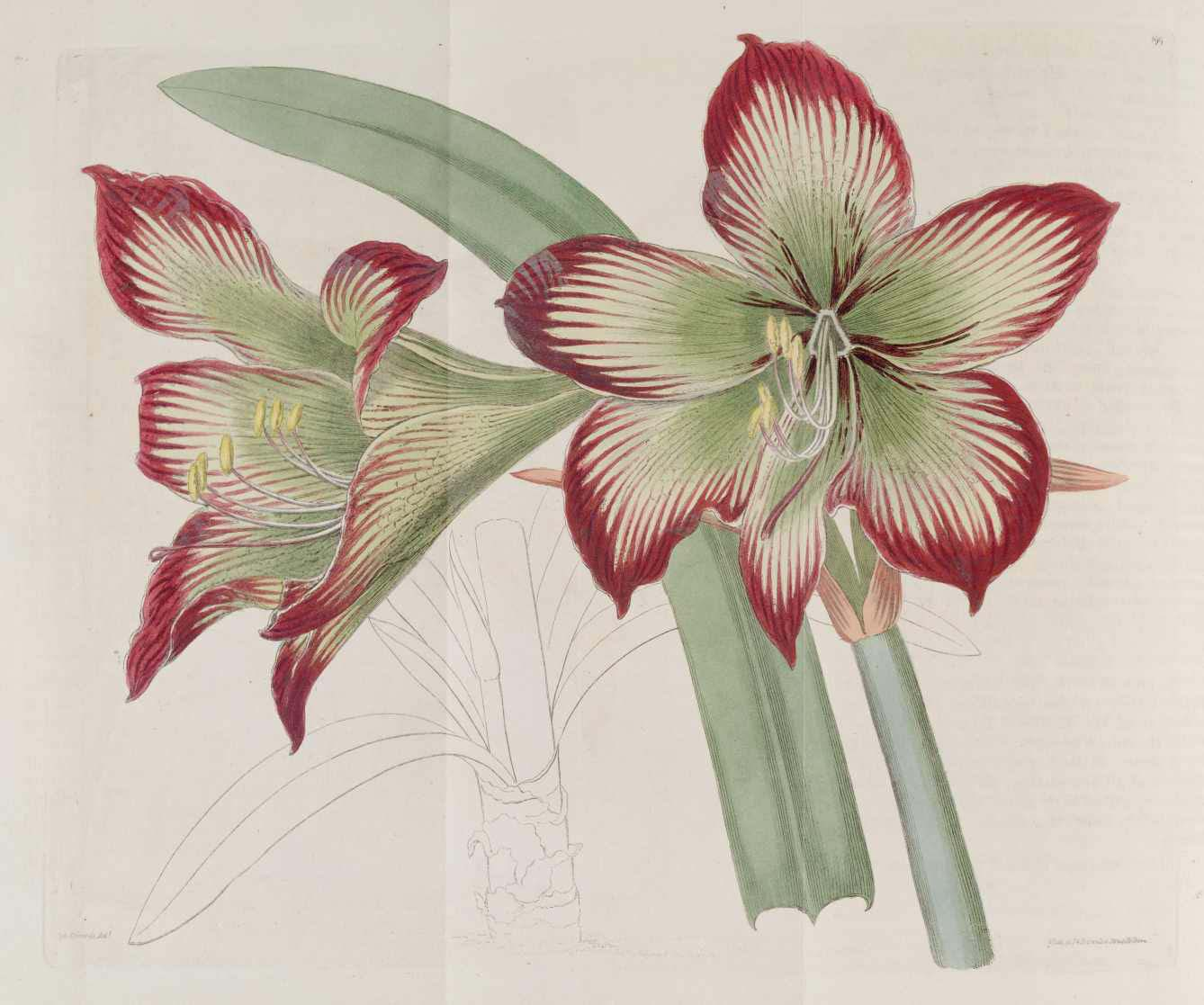
Amaryllis psittacina. Registro Botânico

Hippeastrum psittacinum (Parrot Amaryllis) é uma planta herbácea perene bulbosa, pertencente à família Amaryllidaceae, nativa do Brasil.

## Descrição
Folhas, até 8, tipo cinta, comprimento 45 cm. altura 60 cm. Flores, quatro em forma de trombeta. Tubos curtos, verde-esbranquiçados com lóbulos espalhados, listras carmesim e margens carmesim onduladas.

## Taxonomia
Descrito por John Bellenden Ker Gawler em 1817 como Amaryllis, mas transferido para Hippeastrum por William Herbert em 1821.
'O presente é o quinto Amaryllis não registrado do Brazils que foi publicado nesta obra da coleção do Sr. Griffin. Ter sido o primeiro a trazer para a esfera da ciência e para a cultura um número igual de plantas, pertencentes a uma mesma região remota, de um mesmo gênero, e todas interessantes, seja pela curiosidade ou pela beleza, em pouco mais de dois anos, provavelmente nunca antes foi a chance de qualquer colecionador na Europa. A lâmpada foi enviada há cerca de 3 anos pelo Sr. E. Woodford, do Rio de Janeiro; e floresceu na estufa do Sr. Griffin em South Lambeth em março passado.' Ker Gawler

### Sinônimos heterotípicos
- Amaryllis illustris Vell., Fl. Flumin. 3: 131 (1829).
- Leopoldia illustris (Vell. ) M.Roem., Fam. Nat. Sin. Monografia 4: 130 (1847).
- Hippeastrum decoratum Lem., Jard. Fleur. 4: t. 338 (1854).
- Amaryllis psittacina var. decorata (Lem. ) Traub & Uphof, Herbertia 6: 154 (1940).
- Hippeastrum illustre (Vell. ) Dutilh, Taxon 46: 17 (1997).

### Etimologia
psittacinum : latim como um papagaio